# Lijst van oorlogsmonumenten in Harlingen
De Nederlandse gemeente Harlingen heeft 10 oorlogsmonumenten. Hieronder een overzicht. Zie ook Stolpersteine in Harlingen.
| Nr.  | Object                                     | Herdachte groep                                                    | Ontwerper                                   | Onthulling       | Type               | Locatie                                  | Plaats    | Coördinaten                   | Foto                                       |
| ---- | ------------------------------------------ | ------------------------------------------------------------------ | ------------------------------------------- | ---------------- | ------------------ | ---------------------------------------- | --------- | ----------------------------- | ------------------------------------------ |
| 1058 | Joods monument                             | vervolgden Nederland                                               | Jan Murk de Vries                           | 29 oktober 1992  | plaquette          | Raamstraat 7, 8861 CV                    | Harlingen | 53° 10' 23" NB, 5° 25' 4" OL  | Joods monument                             |
| 1059 | Oorlogsmonument                            | geallieerde militairen, burgerslachtoffers                         |                                             |                  | gedenksteen        | Kerkstraat, 8872 NH                      | Midlum    | 53° 10' 59" NB, 5° 26' 56" OL | Oorlogsmonument                            |
| 1060 | Oorlogsmonument                            | militairen in dienst van het Ned. Kon. na 1945, burgerslachtoffers |                                             | 4 mei 1990       | gedenksteen        | S. Schaafstrapaed, 8857 BT               | Wijnaldum | 53° 11' 42" NB, 5° 27' 43" OL | Oorlogsmonument                            |
| 1062 | Neuengamme op de Algemene begraafplaats    | burgerslachtoffers                                                 |                                             |                  | zuil               | Begraafplaatslaan, 8861 JD               | Harlingen | 53° 10' 41" NB, 5° 25' 29" OL | Neuengamme op de Algemene begraafplaats    |
| 1064 | Omgekomen Zeevarenden                      | koopvaardijpersoneel                                               | Dirk de Vries                               | 2 september 1995 | gedenksteen        | Waddenpromenade 9, 8861 NT               | Harlingen | 53° 10' 33" NB, 5° 24' 44" OL | Omgekomen Zeevarenden                      |
| 1065 | Monument op de Joodse begraafplaats        | vervolgden Nederland                                               | Jan Murk de Vries                           | 4 mei 1965       | zuil               | Begraafplaatslaan, 8861 JD               | Harlingen | 53° 10' 43" NB, 5° 25' 24" OL | Monument op de Joodse begraafplaats        |
| 1066 | Brits ereveld op de Algemene begraafplaats | geallieerde militairen                                             | Sir Reginald Blomfield (ontwerp Offerkruis) |                  | begraafplaats/graf | Begraafplaatslaan, 8861 JD               | Harlingen | 53° 10' 41" NB, 5° 25' 29" OL | Brits ereveld op de Algemene begraafplaats |
| 1067 | Sint-Joris en de draak                     | burgerslachtoffers                                                 | Willem Valk (1898-1977)                     | 17 april 1950    | beeld/sculptuur    | Zuidoostersingel 47, 8861 GD             | Harlingen | 53° 10' 16" NB, 5° 25' 31" OL | Sint-Joris en de draak                     |
| 3646 | Halifax-monument                           | geallieerde militairen                                             |                                             |                  | plaquette          | Achlumerdijk, 8862 AJ                    | Harlingen | 53° 9' 35" NB, 5° 26' 40" OL  | Halifax-monument                           |
|      | Stolpersteine                              | vervolgden Nederland                                               | Gunter Demnig                               |                  | reliëf             | Zie Lijst van Stolpersteine in Harlingen | Harlingen |                               | Meer afbeeldingen                          |